# 石龙洞造像
30°13′00″N 120°08′55″E / 30.21667°N 120.14861°E
石龙洞造像位于中国浙江省杭州市上城区南星街道慈云岭右侧南观音洞靠山顶处，1992年被列为杭州市文物保护单位。
石龙洞俗称千佛洞，原建有石龙净胜院。洞外岩壁上自左向右有罗汉坐像十六尊，释迦、如来像一铺五尊，千佛浮雕一块，天王立像一尊，菩萨坐像一尊，风化较为严重，保存欠佳。洞内崖壁上还有宋柯《心印铭》和钱倩仲题字各一，保存较好。
- 全景
- 罗汉像，释迦、如来像，千佛浮雕，天王立像
- 罗汉坐像十六尊，释迦、如来像一铺五尊
- 释迦、如来像一铺五尊
- 千佛浮雕
- 千佛浮雕局部
- 天王立像一尊
- 菩萨坐像一尊
- 沖羽書梁肅撰《心印銘》